# Grade 2
Grade 2 ist eine britische Band aus Ryde, Isle of Wight. Sie steht derzeit bei dem deutschen Independent-Label Contra Records unter Vertrag.

## Bandgeschichte
Grade 2 wurde 2013 von den damals noch jugendlichen Schulfreunden Jack Chatfield (Gesang, Gitarre), Sid Ryan (Gesang, E-Bass) und Jacob Hull (Schlagzeug) gegründet. Zunächst spielten sie ausschließlich Coverversionen von unter anderem The Stranglers und The Jam. Ein nach drei Monaten eingespieltes Demo erregte die Aufmerksamkeit des deutschen Independent-Labels Contra Records, die die Band unter Vertrag nahm und 2014 ihre erste Extended Play Broken Youth herausbrachte. Es folgten erste Gigs auf dem englischen Festland sowie in Europa, unter anderem als Support von Lion’s Law und Booze and Glory. 2015 folgte eine Split-EP mit der tschechischen Band Saints and Sinners sowie mit Nothing to Lose ein Beitrag zum Sampler Oi! This Is Streetpunk Vol. 5.
Am 16. Februar 2016 erschien ihr Debütalbum Mainstream View. Zu dem Song All I Know wurde ein Musikvideo gedreht. Im gleichen Jahr folgte die EP Heard It All Before.
Am 4. August 2017 folgte das zweite Album Break the Routine und 2019 das Album Graveyard Island. Für dieses wechselten sie zum US-amerikanischen Label Hellcat Records.

## Diskografie
Alben
- 2016: Mainstream View (CD/10’’, Contra Records)
- 2017: Break the Routine (CD/LP, Contra Records)
- 2019: Graveyard Island (CD/LP, Hellcat Records)

EPs
- 2014: Broken Youth (7’’, Contra Records)
- 2015: Die With Out Boots On (Split-7’’, Contra Records)
- 2016: Heard It All Before (7’’, Contra Records)

Demos
- 2013: Demo